# Niels Ryberg Finsen
Niels Ryberg Finsen (Tórshavn, Illes Fèroe 1860 - Copenhaguen, Dinamarca 1904) fou un metge i professor universitari danès guardonat amb el Premi Nobel de Medicina o Fisiologia l'any 1903.

## Biografia
Va néixer el 15 de desembre de 1860 a la ciutat de Tórshavn, capital de les illes Fèroe. Després de cursar els estudis primaris a la seva ciutat, el 1882 es traslladà a Dinamarca per estudiar medicina a la Universitat de Copenhaguen, on es llicencià el 1890, i posteriorment va esdevenir professor d'anatomia. El 1896 fundà l'Institut Finsen, del qual en fou el seu director, i que avui en dia està integrat a l'Hospital Universitari de Copenhaguen i dedicat plenament a la recerca sobre l'oncologia.
Va morir el 24 de setembre de 1904 a la ciutat de Copenhaguen a conseqüència d'un infart de miocardi provocat per l'ascites que patia.

## Recerca científica
Els estudis sobre la capacitat destructora dels raigs ultraviolats aplicats a colònies de bacteris van ser la base del seu treball. Les seves investigacions sobre els efectes fisiològics de la llum li va permetre descobrr les propietats estimulants i bactericides dels raigs actínics (blau, violeta i ultraviolat). Va desenvolupar un làmpada elèctrica d'arc elèctric, el que posteriorment s'anomenà llum de Finsen, per al tractament de la tuberculosi i altres afeccions similars.
L'any 1903 fou guardonat amb el Premi Nobel de Medicina o Fisiologia per les seves investigacions dels efectes terapèutics de la llum, un premi que no pogué recollir en persona a causa de la seva llarga malaltia.
Els descobriments de Finsens sobre la llum del Sol com a mitjà de cura per certs tipus de verola o tuberculosi no fou sobrepassat fins a l'adveniment dels antibiòtics, així mateix la seva noció sobre les longituds d'ona específiques de la llum del sol han estat ratificades com a eina curativa avui dia gràcies als efectes de la radioteràpia sobre el càncer.

## Reconeixements
En honor seu s'anomenà el cràter Finsen sobre la superfície de la Lluna així com l'asteroide (1794) Finsen descobert el 7 d'abril de 1970 per Jacobus A. Bruwer.